# Тераса локальна
Тераса локальна (англ. local terrace, нім. Lokalterrasse f) – тип річкових терас,

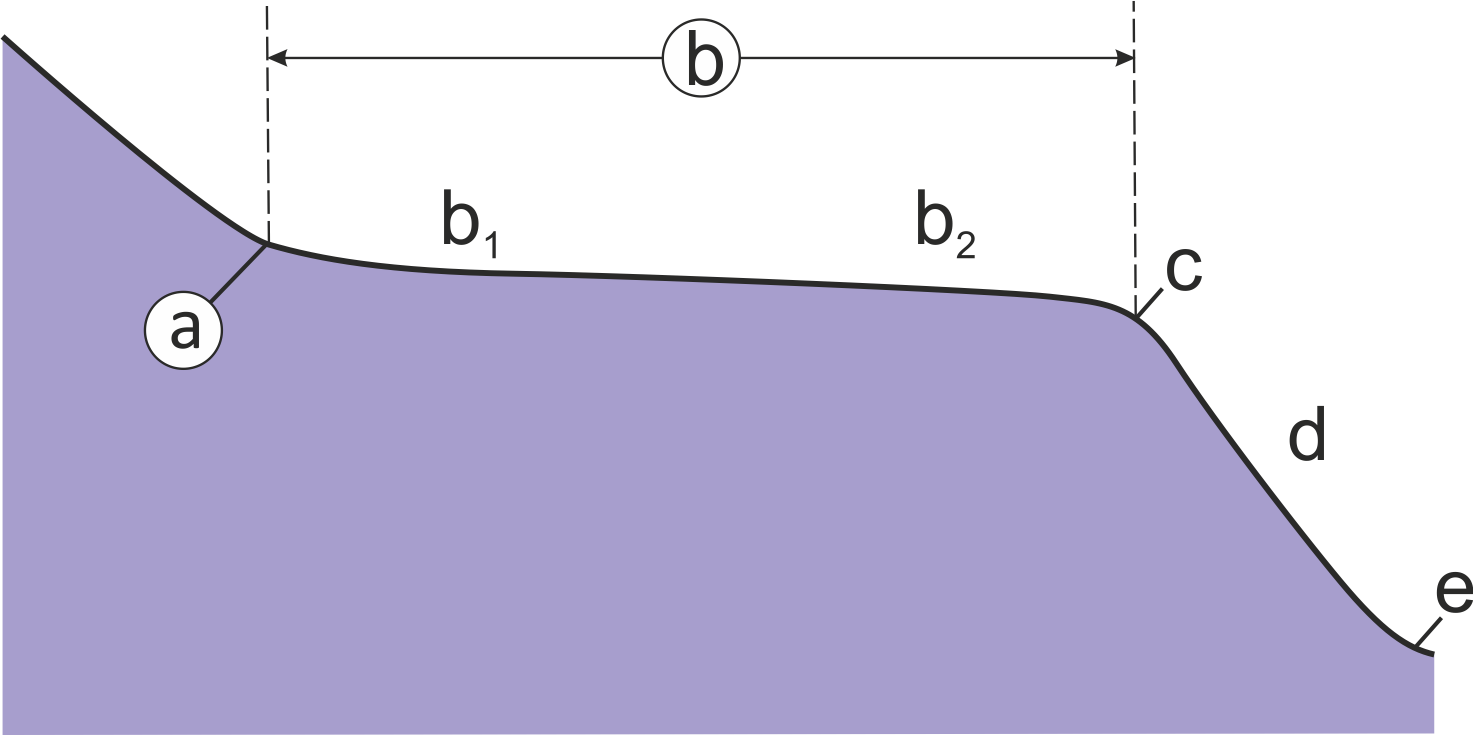
Елементи будови типової річкової тераси
a — тиловий шов;
b — площадка (b_{1} — зовнішня частина площадки, b_{2} — внутрішня частина площадки);
c — бровка тераси;
d — схил;
e — лінія підошви

утворення яких обумовлене місцевими причинами, що
впливають на порівняно невеликі ділянки долини. До них відносять: 
- тераси врізання (ерозійні);
- тераси загачування, які виникають вище за дамбу і швидко виклинюються вгору по річці;
- тераси, які пов’язані з уступами та зломами поздовжнього профілю річки;
- тераси, що виникають у місці захвату однієї річки іншою та ін.